# Aeroportul Londrina
Aeroportul Londrina (IATA: LDB, ICAO: SBLO) este un aeroport din Paraná, Brazilia ce deservește zona Londrina. Aeroportul a fost tranzitat în 2022 de 689.869 de pasageri. A fost deschis în 1936 și numit după zona deservită.
Situat la o altitudine de 569 m, aeroportul dispune de 1 pistă. Este operat de Infraero⁠(d).

## Infrastructură

### Piste
Aeroportul dispune de o singură pistă. Pista 13/31 are suprafața de asfalt și dimensiunile 2.102 m × 45 m. 